# Paisjusz Uglicki
Paisjusz Uglicki (zm. w 1504 w Ugliczu) – święty mnich prawosławny. 
Jego wujem był inny późniejszy święty mnich prawosławny, Makary Kaliaziński. Mając 11 lat stracił rodziców. Wówczas udał się do monasteru, na czele którego stał wuj, i został przez niego postrzyżony na mnicha, stając się zarazem jego uczniem duchowym. Prowadził życie ascety, wiele pościł i przepisywał księgi teologiczne. W 1476 założył monaster Opieki Matki Bożej w okolicach Uglicza, stając się jego pierwszym ihumenem. W tym samym klasztorze żył do 1504. Wśród jego duchowych uczniów byli późniejsi święci Wassian Uglicki i Adrian Uglicki. Został pochowany w monasterze Opieki Matki Bożej, gdzie jego relikwie nadal są otaczane kultem. 